# Пшенно (станция)
PKP Пшенно (пол. Pszenno) — ныне закрытая железнодорожная станция, расположенная на железнодорожной линии 285 в селе Пшенно в непосредственной близости от города Свидница. На станции 4 пути и одна платформа. К югу от платформы — нерегулируемый переезд. Боковые пути раньше использовались расположенным неподалёку сахарным заводом, но теперь пребывают в заброшенном состоянии. Основной путь был недавно отремонтирован, также как и единственная платформа. Здание вокзала все ещё заброшено. PKP обещает восстановить станцию к 2022 году.